# Karl Zeerleder

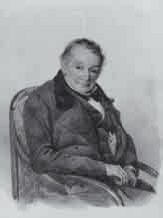
Karl Zeerleder

Karl Zeerleder (1780 – 1851), was een Zwitsers politicus.
Zeerleder was afkomstig uit een patriciërsgeslacht uit het kanton Bern. Hij volgde huisonderwijs en later onderwijs in een pastorie in het kanton Wallis. Hij nam deel aan de verdediging van de stad Bern tijdens de inval van de Franse revolutionaire troepen (1798), maar diende later secretaris van de Raad van Justitie van de Helvetische Republiek. In 1814 werd hij in de Grote Raad. Van 1819 tot 1824 was hij Oberamtmann van Aarwangen.
Hij was van 1824 tot 1830 lid van de Kleine Raad (Regeringsraad) van het kanton Bern. Daarnaast was hij voorzitter van de openbare bibliotheek.
Zeerleder werd in 1832 de eerste gemeentepresident (Gemeindepräsident, burgemeester van Bern). De betekenis van dit ambt was vrij groot, daar Bern sedert 1831 een grote mate van autonomie was toegekend binnen het kanton Bern. In 1848, na de stichting van de Bondsrepubliek Zwitserland, werd hij vervangen door Friedrich Ludwig von Effinger.
Hij was medeoprichter, daarna van 1831 tot 1840 voorzitter, van het Genootschap van Zwitserse Geschiedvorsers (Schweizerischen geschichtforschenden Gesellschaft). Van zijn hand (hoofdredactie) verscheen het geschiedenisboek Urkunden für die Geschichte des Stadt Bern und ihres frühesten Gebietes bis zum Schluss des dreizehnten Jahrhunderts.

## Voetnoten
1. ↑  Bern was toen nog niet de hoofdstad van Zwitserland

- Gemeinsame Normdatei: 101890508
- Historisch woordenboek van Zwitserland: 013325
- International Standard Name Identifier: 0000 0003 8560 4868
- Nederlandse Thesaurus van Auteursnamen: 265947405
- Virtual International Authority File: 196499725
- WorldCat: E39PBJyMdCHkjQPDjdyxKWyWXd

Karl Zeerleder · Friedrich Ludwig von Effinger · Christoph Albert Kurz · Rudolf Otto von Büren · Eduard Müller · Franz Lindt · Adolf von Steiger · Gustav Müller · Hermann Lindt · Ernst Bärtschi · Otto Steiger · Eduard Freimüller · Reynold Tschäppät · Werner Bircher · Klaus Baumgartner · Alexander Tschäppät · Alec von Graffenried